# Sterling Hitchcock
Sterling Alex Hitchcock (né le 29 avril 1971 à Fayetteville, Caroline du Nord, États-Unis) est un lanceur gaucher de baseball qui a joué dans les Ligues majeures de 1992 à 2004.
Lanceur partant à ses meilleures années, il est nommé joueur par excellence de la Série de championnat 1998 de la Ligue nationale, avec les Padres de San Diego.

## Carrière

### Yankees de New York
Sterling Hitchcock est drafté en neuvième ronde par les Yankees de New York en 1989 et c'est avec eux qu'il amorce sa carrière dans les majeures le 11 septembre 1992. Rappelé des ligues mineures pour quelques parties l'année suivante, le lanceur partant gaucher remporte le 26 août 1993 sa première victoire dans le baseball majeur, alors qu'il blanchit en sept manches les Indians de Cleveland.
Il passe la saison 1994 chez les Yankees, mais c'est comme lanceur de relève qu'on lui fait généralement confiance. En 23 parties, dont 18 comme releveur, il remporte quatre victoires contre une seule défaite et enregistre deux sauvetages.
Uniquement employé comme partant en 1995, il présente une fiche victoires-défaites de 11-10 en 27 départs avec une moyenne de points mérités de 4,70.

### Mariners de Seattle
Le 7 décembre 1995, Hitchcock passe aux Mariners de Seattle dans une transaction impliquant plusieurs joueurs qui permet aux Yankees de notamment mettre la main sur Tino Martinez.
Hitchcock fait bien à son unique année à Seattle : 35 départs en 1996, treize victoires et près de 200 manches lancées.
Le 6 décembre 1996, il est échangé aux Padres de San Diego en retour de Scott Sanders (en), un autre lanceur. 

### Padres de San Diego
Sterling Hitchcock vit ses meilleurs moments en carrière à son premier passage à San Diego, alors que les Padres connaissent quelques-unes des meilleures années de leur histoire, établissant notamment un record de franchise de 98 victoires en 1998. Gagnant de 10 matchs en 1997, Hitchcock affiche un dossier de 9-7 en 1998 en abaissant à 3,93 sa moyenne de points mérités, sa meilleure en carrière. Au cours de quelques apparitions en relève, il réussit un sauvetage. Mais c'est surtout en éliminatoires que Hitchcock s'illustre. Il est nommé joueur par excellence de la Série de championnat 1998 de la Ligue nationale, remportée en six parties par les Padres sur les Braves d'Atlanta. Déjà partant de son équipe dans le troisième affrontement contre les Braves, il revient au monticule dans la sixième rencontre et, avec seulement trois jours de repos, il blanchit l'adversaire en cinq manches, retirant huit frappeurs sur des prises. Lanceur gagnant de ces deux matchs, Hitchcock affiche une moyenne de points mérités d'à peine 0,90 au terme de la série, avec seulement un point et cinq coups sûrs alloués. Il compte de plus 14 retraits sur des prises en seulement 10 manches lancées. Les Padres atteignent la Série mondiale pour la deuxième fois seulement dans leur histoire. Avec son club en déficit 0-2 en finale face aux Yankees de New York, Hitchcock se voit confier la balle comme partant des Padres lors du troisième match, le premier de la Série mondiale 1998 présenté à San Diego. Le gaucher n'accorde qu'un point mérité en six manches de travail, retire sept frappeurs sur des prises, et quitte avec son équipe en avant 3-1 dans le score. Cependant, la relève gâche cette avance, les Padres subissent la défaite et perdent le quatrième match le lendemain, concédant le titre aux Yankees. Hitchcock n'est pas lanceur de décision dans cette troisième partie.
En 1999, il gagne 12 matchs, un moins que son meilleur total établi trois ans plus tôt à Seattle, mais perd 14 décisions. Il réussit toutefois un record personnel de 194 retraits sur des prises en 205 manches et deux tiers au monticule. Il totalise plus de 100 retraits sur trois prises pour la cinquième année consécutive. Dans cette saison qui est celle où il abat le plus de travail au monticule, il mène cependant les lanceurs des majeures avec 15 mauvais lancers.
Ses saisons 2000 et 2001 sont marquées par les blessures. Ses statistiques en 2000 : un gain, six revers après onze départs. 
Il n'effectue que trois départs (deux gains, une défaite) avec San Diego en 2001. Fin juillet, il est expédié à New York pour un second séjour là où il a commencé sa carrière. 

### Second passage chez les Yankees
Il complète comme lanceur partant la saison 2001 qui l'a vu passer des Padres aux Yankees, et atteint la Série mondiale pour la seconde fois de sa carrière, cette fois comme membre du club qui l'avait privé, lui et ses ex-coéquipiers, d'un titre de champion trois années plus tôt. Amené en relève lors d'un cinquième match serré de Série mondiale 2001 contre les Diamondbacks de l'Arizona, Hitchcock tient en respect les frappeurs adverses en début de 12e manche et reçoit la décision gagnante lorsque les Yankees triomphent à la demi-manche suivante. New York perd toutefois cette série finale, en sept parties.

### Fin de carrière
Hitchcock est affecté à l'enclos de relève par le club new-yorkais en 2002. Il joue dans le rôle de releveur en 2003 jusqu'à ce que les Yankees le transfèrent aux Cardinals de Saint-Louis en août. Chez ces derniers, il gagne cinq parties contre un seul revers en huit sorties, dont six comme partant. Sa moyenne de points mérités est de 3,79 au cours de ce bref séjour chez les Cards.
Devenu agent libre, il rejoint pour 2004 les Padres de San Diego, avec qui il effectue quatre derniers départs. Il encaisse trois défaites pour terminer sa carrière avec un dossier négatif de 74-76. Sterling Hitchcock a lancé 281 parties dans le baseball majeur, dont 200 comme lanceur partant. Il affiche une moyenne de points mérités de 4,80 avec trois sauvetages et 997 retraits sur des prises en 1 285 manches et deux tiers lancées. Il compte quatre gains contre aucune défaite en séries éliminatoires, avec une superbe moyenne de points mérités de 1,76 et 41 retraits sur des prises en 30,2 manches lancées.